# Dichaetomyia uniformis
Dichaetomyia uniformis är en tvåvingeart som beskrevs av Malloch 1929. Dichaetomyia uniformis ingår i släktet Dichaetomyia och familjen husflugor. Inga underarter finns listade i Catalogue of Life.